# وين هايتاور
وين هايتاور (بالإنجليزية: Wayne Hightower)‏ مواليد 14 يناير 1940 في فيلادلفيا - الوفاة 18 أبريل 2002، كان لاعب كرة سلة أمريكي. بدأ مسيرته الاحترافية في سنة 1961. تم اختياره من قبل فريق غولدن ستايت ووريورز خلال الدرافت. بلغ طوله 6 قدم 8 بوصة (2.0 م). اعتزل اللعب في 1972.

## المسيرة الاحترافية
لعب مع ريال مدريد لكرة السلة في الدوري الإسباني في موسم 1961–1962، ثم لعب مع غولدن ستايت ووريورز من سنة 1962 إلى 1965، ثم لعب مع واشنطن ويزاردز من سنة 1964 إلى 1967، ثم لعب مع ديترويت بيستونز في سنة 1967، ثم لعب مع دنفر ناغتس من سنة 1967 إلى 1969، ثم لعب مع كارولاينا كوغارز في موسم 1971–72 .

## روابط خارجية
- وين هايتاور على موقع إن بي أي (الإنجليزية)
- وين هايتاور على موقع سبورتس رفرنس (الإنجليزية)
- وين هايتاور على موقع كلية كرة السلة في سبورتس رفرنس.كوم (الإنجليزية)
- وين هايتاور على موقع ريلجم (الإنجليزية)
- وين هايتاور على موقع بروبوليرز (الإنجليزية)